# Lubica (Słowacja)
Lubica (słow. Ľubica) – wieś (obec) na Słowacji, w powiecie kieżmarskim, kraju preszowskim. W latach 1271–1878 była miastem.

## Położenie geograficzne
Lubica leży na pograniczu Kotliny Popradzkiej i Gór Lewockich. Zabudowa wsi znajduje się tuż po wschodniej stronie Kieżmarku, oddzielona od niego potokiem Lubica. Przez miejscowość przebiega droga lokalna nr 536 prowadząca z Kieżmarku przez Wierzbów do Spiskiego Czwartku.

## Historia
Stara, słowiańskiego pochodzenia nazwa miejscowości, która była wspominana w dokumencie już w 1251 r., świadczy o wczesnym zasiedleniu tego miejsca, i to przez ludność słowiańską. Już w 1271 r. osada otrzymała od króla Stefana V przywileje miejskie, które z czasem były rozszerzane. I tak, w 1364 r. Lubica otrzymała prawo organizowania cotygodniowych targów, a od 1656 r. lubiczanie mogli organizować rocznie trzy wielkie jarmarki, na które przybywali kupcy z szerokiej okolicy.
Mieszkańcy miasta trudnili się wieloma zawodami, zwłaszcza domowym wyrobem sukna. Cech lubickich sukienników był jednym z pierwszych na całym Spiszu: wspominany był w dokumentach już w 1480 r. Jeszcze z końcem XVII wieku Lubica była jednym z najbogatszych miast spiskich. W 1878 utraciła jednak prawa miejskie. W latach 1974–1992 wchodziła w skład Kieżmarku.

## Zabytki
O przeszłej świetności Lubicy świadczy zabudowa centrum wsi z dwoma gotyckimi kościołami oraz szeregiem zachowanych, renesansowych domów, zgrupowanych w otoczeniu nietypowego, trójkątnego rynku.
- Gotycki kościół Wniebowzięcia Najświętszej Maryi Panny z końca lat 50. XIII wieku[7],
- Kościół Świętego Ducha z XIV wieku[8],
- Słup maryjny z 1726, barokowy, obok kościoła ewangelickiego[9],
- Kościół ewangelicki z lat 1784–1786[10].

## Ludzie związani z miejscowością
- W Lubicy urodził się Dawid Fröhlich (1595-1648) – matematyk, astronom i geograf, jeden z pierwszych badaczy Tatr.

## Turystyka
- Kościół Wniebowzięcia Najświętszej Maryi Panny jest obiektem słowackiego szlaku gotyckiego Spiš – Gemer[11].

## Galeria

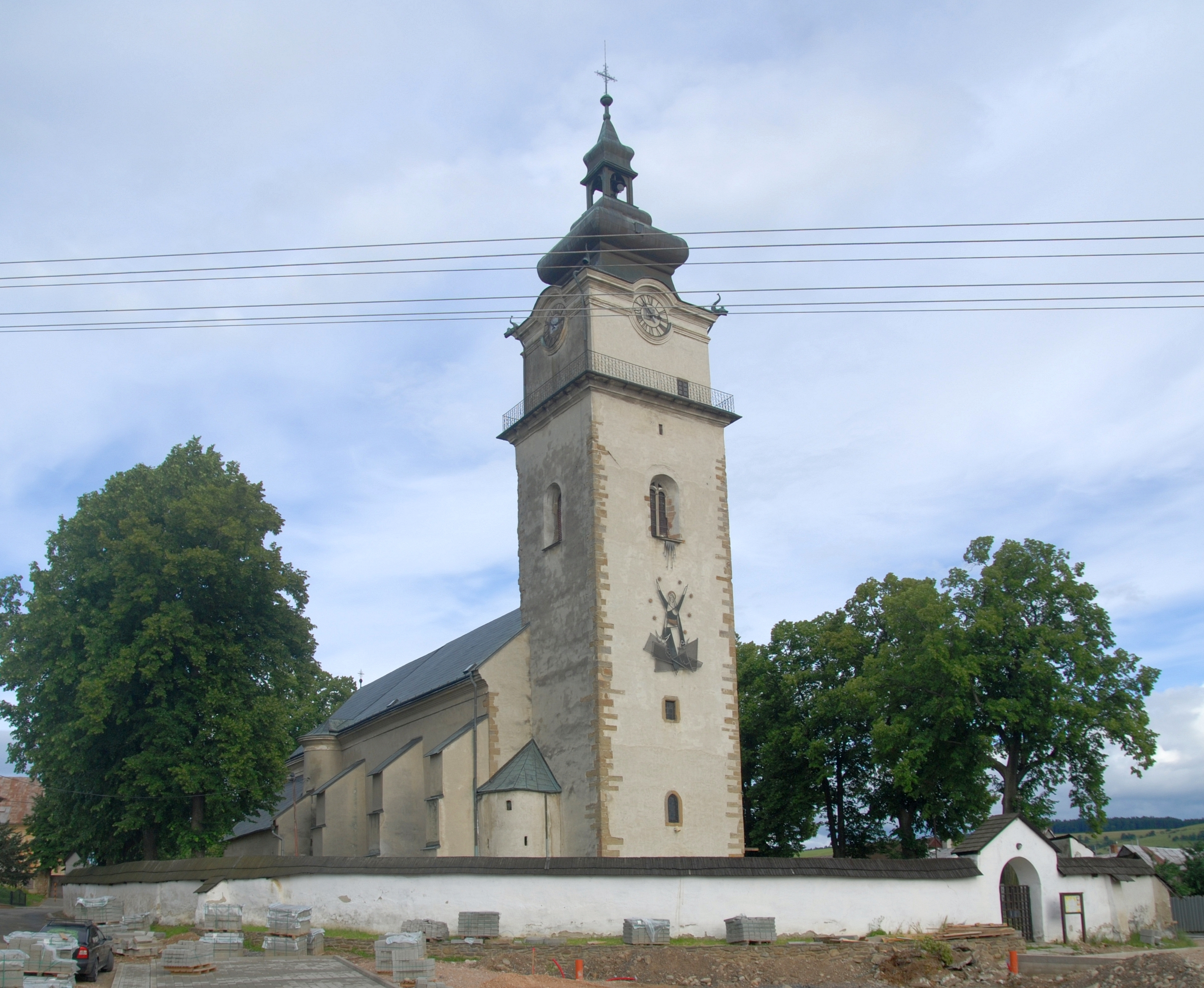
Kościół Wniebowzięcia NMP
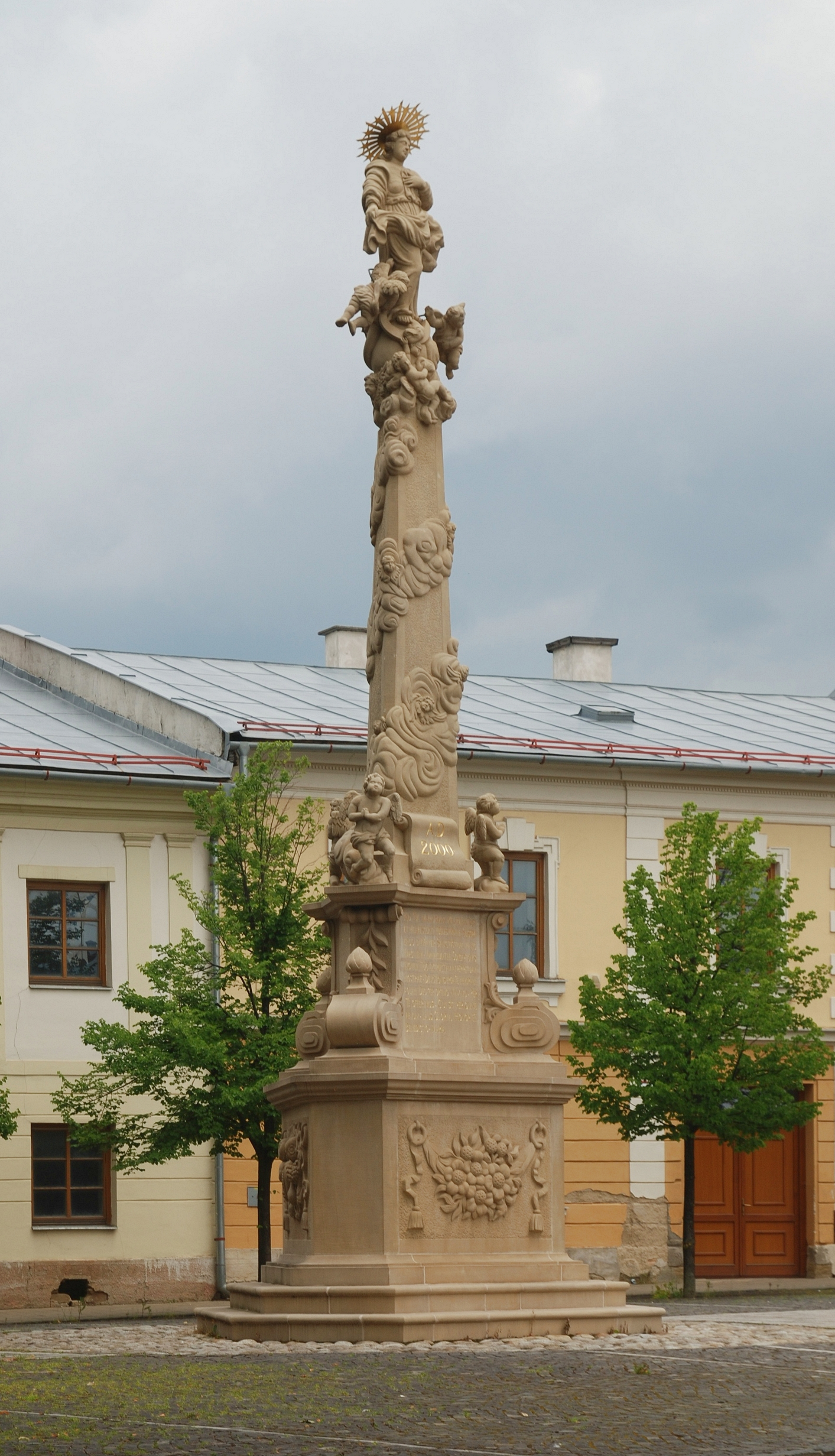
Wotywny słup maryjny
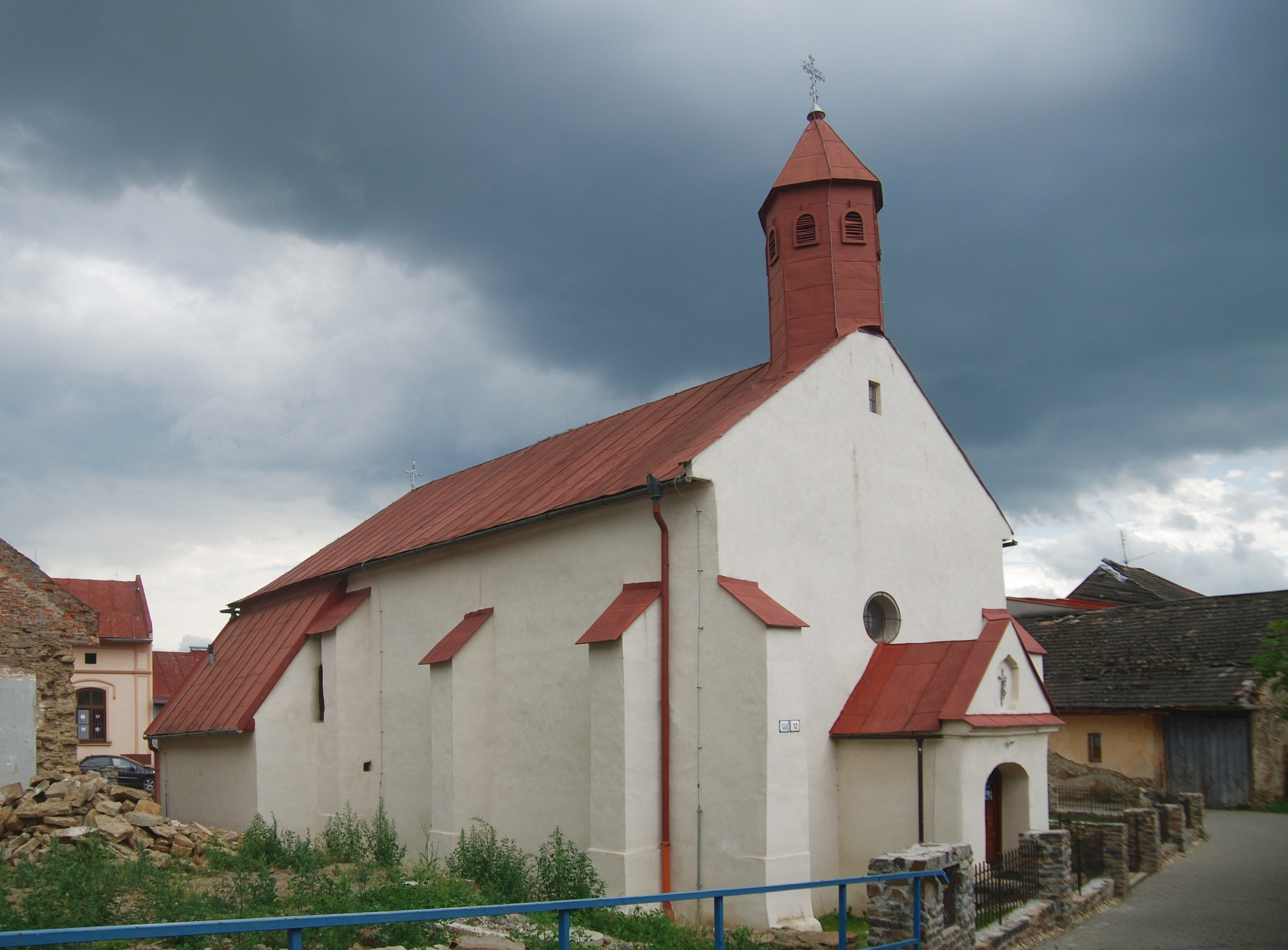
Kościół św. Ducha
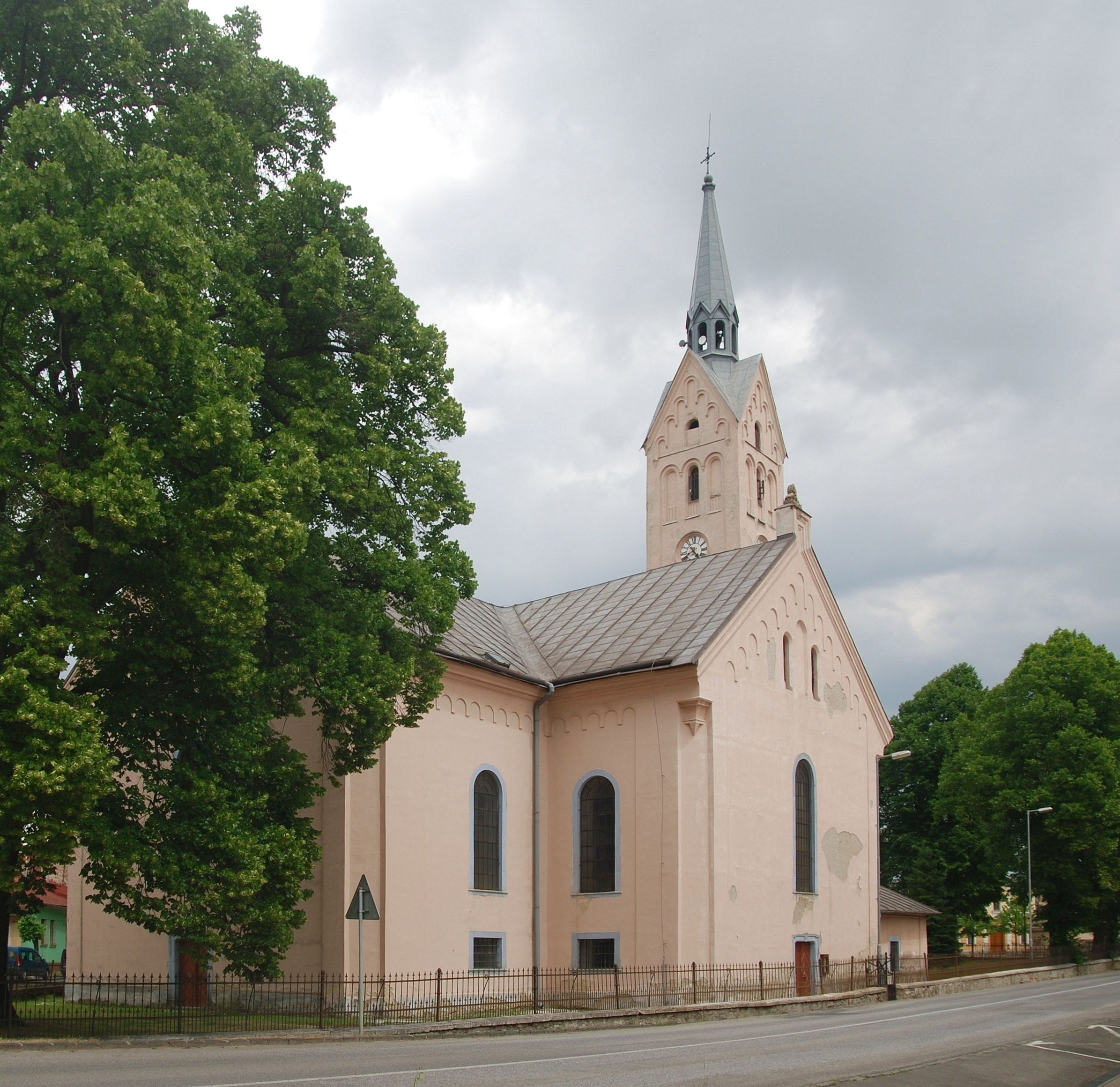
Kościół ewangelicki
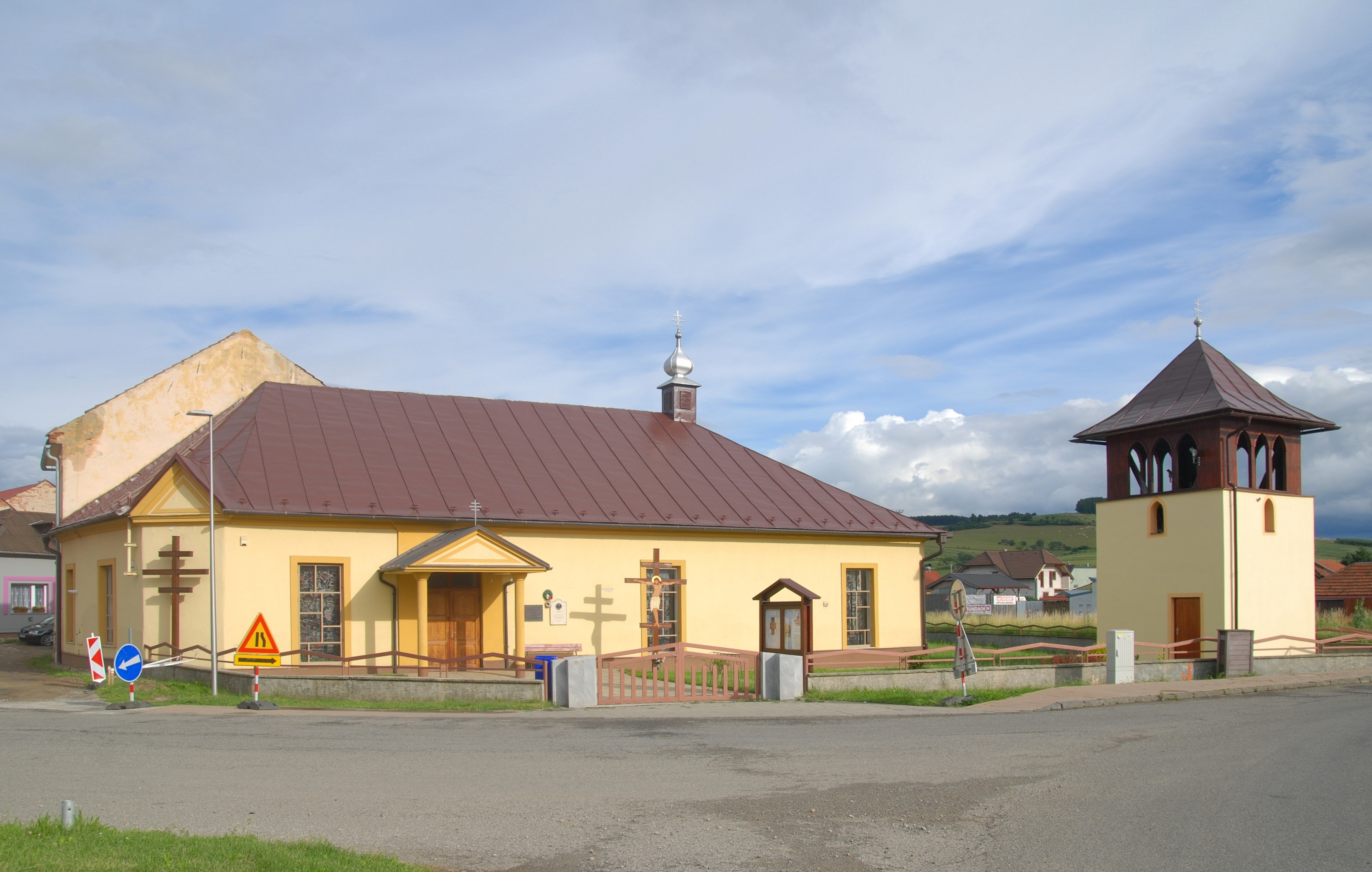
Cerkiew greckokatolicka z 1930
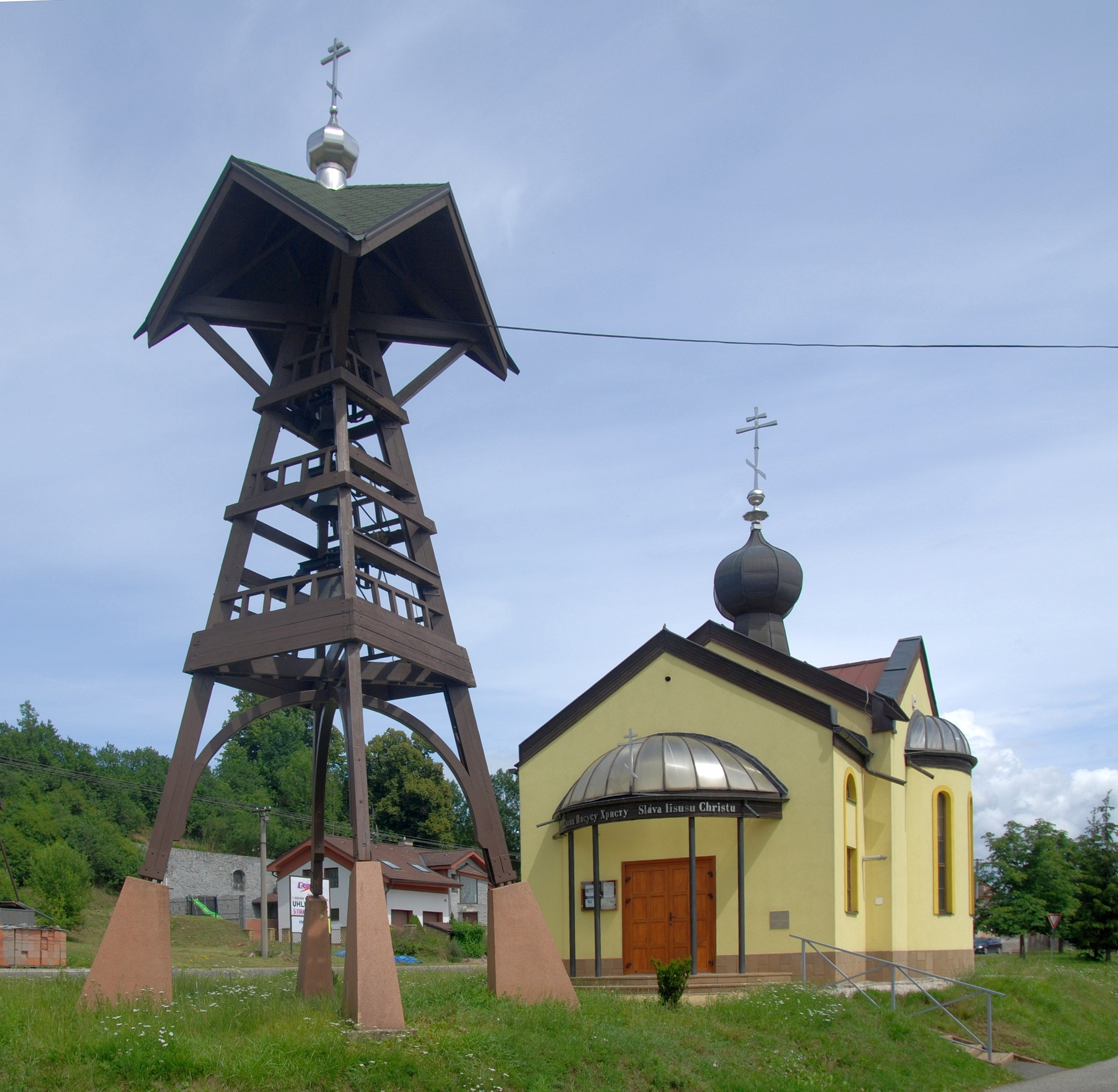
Cerkiew prawosławna z 1999